# Weitramsdorf
Weitramsdorf è un comune tedesco di 5 170 abitanti, situato nel land della Baviera.